# 배소은
배소은(1988년 9월 15일 ~ )은 대한민국의 배우이다.

## 학력
- 한국예술종합학교 연기과

## 출연 작품

### 영화
- 《좀비크러쉬: 헤이리》 (2021년) - 리아 역
- 《커피 느와르: 블랙 브라운》 (2017년) - 보라 역
- 《중독노래방》 (2017년) - 하숙 역
- 《사돈의 팔촌》 (2016년) - 아리 역
- 《닥터》 (2013년) - 박순정 역

### 연극
- 《도둑놈 다이어리》 (2012년) - 마동나 역

## 수상
- 2016년 제20회 부천국제판타스틱영화제 코리안 판타스틱 여우주연상